# مودین انرژی
مودین انرژی (انگلیسی: Modiin Energy) شرکت اکتشاف نفت اسرائیلی است، که در سال ۱۹۹۲ تأسیس شد.